# هنس لائوریدس سوئنسن
هنس لائوریدس سوئنسن (دانمارکی: Hans Laurids Sørensen; ۱۳ اوت ۱۹۰۱ – ۱۴ نوامبر ۱۹۷۴) ژیمناست هنری اهل دانمارک بود.